# قاعدة العضو الذكري الصغير
قاعدة العضو الذكري الصغير أو قاعدة القضيب الصغير, هيَّ إستراتيجية غير رسمية تُستعمل من قبل المؤلفين لتفادي قضايا القذف والتشهير، تم وصف القاعدة في مقالة في النيويورك تايمز في 1998:
«... من أجل أن يكون هناك أساس قانوني للقضية، يجب أن يكون الشبه بين الشخصية الخيالية والحقيقية كبيراً جداً لدرجة أن أي قارئ للكتاب لن يواجه أي مشكلة في ربط الشخصيتين» وأضاف السيد فرايدمان «وبالتالي فإن محاميي قضايا التشهير لديهم ما يعرف باسم» قاعدة القضيب الصغير«، إحدى الطرق التي يمكن للكاتب أن يحمي نفسه بها هو أن يجعل للشخصية قضيباً صغيراً.» لا يوجد رجل مُستعد لأن يتقدم للمحكمة وأن يقول: «هذه الشخصية التي تمتلك قضيباً صغيراً، إنه أنا».
وأيضاً تمت الإشارة إلى قاعدة القضيب الصغير في عام 2006 في خلاف بين الصحفي مايكل كرولي والروائي مايكل كريتشتون، حيث زعم كرولي أنه بعد أن كتب مُراجعة سلبية عن رواية كريتشتون «حالة من الخوف» قام كريتشتون بقذفه عن طريق وضع شخصية اسمها «ميك كرولي» في روايته «التالي». في الرواية ميك كرولي هو مغتصب أطفال يعمل كصحفي من في واشنطن ودرس في جامعة ييل ولديه قضيب صغير.